# شاهزاده و نخود
شاهزاده خانم و نخود (دانمارکی: "Prinsessen paa Ærten")  یک قصه ادبی نوشته شده توسط هانس کریستین آندرسن است که دربارهٔ یک زن جوان است که هویت سلطنتی با آزمایش حساسیت وی برقرار می‌شود.

## خلاصه داستان
در زمان‌های بسیار پیش از این و در مملکتی خیلی دور پادشاه جوانی زندگی می‌کرد که خواستار ازدواج با یک شاهزاده زیبا و دلفریب بود امّا همسر آینده‌اش حتماً می‌بایست یک شاهزاده اصیل باشد. پادشاه نمایندگانی را برای حصول این تصمیم به اطراف و اکناف جهان فرستاد و خودش نیز هرگاه فرصتی می‌یافت به پرس و جو از سیاحان و بازرگانان می‌پرداخت. او در نظر داشت تا هر چه سریع‌تر همسر مورد نظرش را بیابد ولیکن هر چه بیشتر جستجو و تلاش می‌کرد، نتوانست هیچگونه اثری از دختر مطلوبش بجوید.
البته پادشاه جوان در برخی از جاهایی که به جستجو پرداخته بود، گاهیً با شاهزاده هایی آشنا می‌شد امّا مشکل این بود که نمی‌دانست آیا آن‌ها حقیقتاً شاهزاده واقعی و دارای اصل و نسب درست هستند یا نه؟ زیرا پادشاه اغلب با موارد و حرکاتی از جانب شاهزاده ها مواجه می‌شد که بنظرش عقلانی نبودند لذا در انتخاب یکی از آن‌ها مردّد می‌ماند و مجدداً خسته و درمانده به تنهایی به قصر پادشاهی خویش باز می‌گشت.
پادشاه جوان پس از کوشش‌های فراوان و طولانی به مرور غمگین و ناامید شد. او فکر می‌کرد که دیگر هیچگاه نمی‌تواند یک شاهزاده واقعی برای همسری خویش بیابد تا اینکه در غروب یک روز پاییز طوفان وحشتناکی در گرفت. در آغاز رعد و برق شدیدی به وقوع پیوست سپس باران شدیدی باریدن گرفت و سیلاب‌ها از گوشه و کنار براه افتادند.
ناگهان شنیده شد که ضرباتی محکم و متوالی بر دروازه شهر وارد می‌آیند. پادشاه جوان دستور داد تا دروازه شهر را سریعاً بگشایند.
سربازان پادشاه وقتی دروازه‌ی شهر را گشودند، به یکباره با شاهزاده ای زیبا روبرو شدند که راهش را گم کرده و اینک در مقابل دروازه شهر ایستاده و به عبارتی به آنجا پناه آورده بود. شُره های آب باران از گیسوان بلند و لباس‌های حریرش سرازیر بودند. شُره های باران از محل بندها وارد کفش‌های شیک و ظریف دختر می‌شدند و از پاشنه‌های کوتاهش بیرون می‌زدند.
دختر زیبا و باوقار با چنین اوضاع و شمایلی خودش را برای نگهبانان و سربازان پادشاه به عنوان یک شاهزاده واقعی معرفی نمود. سربازان پادشاه نیز بلافاصله دختر زیبا را به نزد او بردند و ماجرا را برایش تعریف کردند.
پادشاه جوان با خود اندیشید: خوب، بنظرم ما زودتر از آنچه فکر می‌کردیم به خواسته‌ی خویش رسیدیم.
پادشاه فعلاً چیزی به دختر جوان نگفت اما دستور داد تا کنیزان اتاقی را برای استراحت و خواب شاهزاده که خستگی از سیمایش هویدا بود، آماده سازند. او دستور داد تا تشک رختخواب را بلند کنند و یک عدد نخود در کف تختخواب بگذارند سپس روی آنرا با بیست لایه ملحفه تمیز بپوشانند آنگاه تشک را برجای خویش قرار داده و مجدداً بر روی آن‌ها بیست عدد ملحفه دیگر نیز پهن نمایند.
با چنین ترفندی پادشاه از دخترک زیبا خواست که آن شب را در آنجا بماند و استراحت کند.
پادشاه جوان صبح روز بعد شخصاً از دختر زیبا پذیرایی نمود. او با تبسمّی از دختر پرسید که شب قبل را در رختخواب سلطنتی چگونه گذرانیده است؟
دخترک آهی کشید و گفت: بسیار بد. من به دشواری موفق شدم تا چشم‌هایم را فقط برای دقایقی اندک برهم بگذارم. تنها پروردگار بزرگ آگاه است که چه چیزی در بسترم بود که اینگونه مرا می‌آزرد؟ زیرا دائماً حس می‌نمودم که بر روی یک سطح سخت و ناهموار خوابیده‌ام. اینک احساس می‌کنم که تمام بدنم سیاه و کبود شده است و این موضوع برایم بسیار وحشتناک و ناگوار می‌باشد.
پادشاه جوان با شنیدن این مطالب فهمید که او به‌راستی یک شاهزاده خانم با اصل و نسب است زیرا وی به آسانی توانسته بود یک دانه نخود را از ورای تشک و ملحفه‌های متعدد در رختخوابش تشخیص بدهد. پادشاه جوان معتقد بود که هیچکس دیگری بجز یک شاهزاده واقعی قادر به چنین درک و احساسی نخواهد بود.
پادشاه جوان از این موضوع و حادثه‌ی خوشایند بی پایان خوشحال گشت و دستور داد تا مراسم باشکوهی بپا دارند و دختر زیبا را به ازدواج او درآورند تا بعنوان همسر وی و ملکه سرزمینش باشد.
پادشاه جوان سرانجام به آرزویش که پیدا کردن یک شاهزاده حقیقی برای همسری بود، نائل آمد.
پادشاه در پایان مراسم ازدواج دستور داد تا دانه نخودی را که به وی در پیدا کردن یک شاهزاده واقعی و اصیل کمک کرده بود، در موزه سلطنتی و در جوار جواهرات گرانبهایش نگهداری کنند تا هیچکس نتواند آن را بدزدد.